# Tubifex newaensis
Tubifex newaensis är en ringmaskart som först beskrevs av Wilhelm Michaelsen 1903.  Tubifex newaensis ingår i släktet Tubifex och familjen glattmaskar. Inga underarter finns listade i Catalogue of Life.